# Wizamet

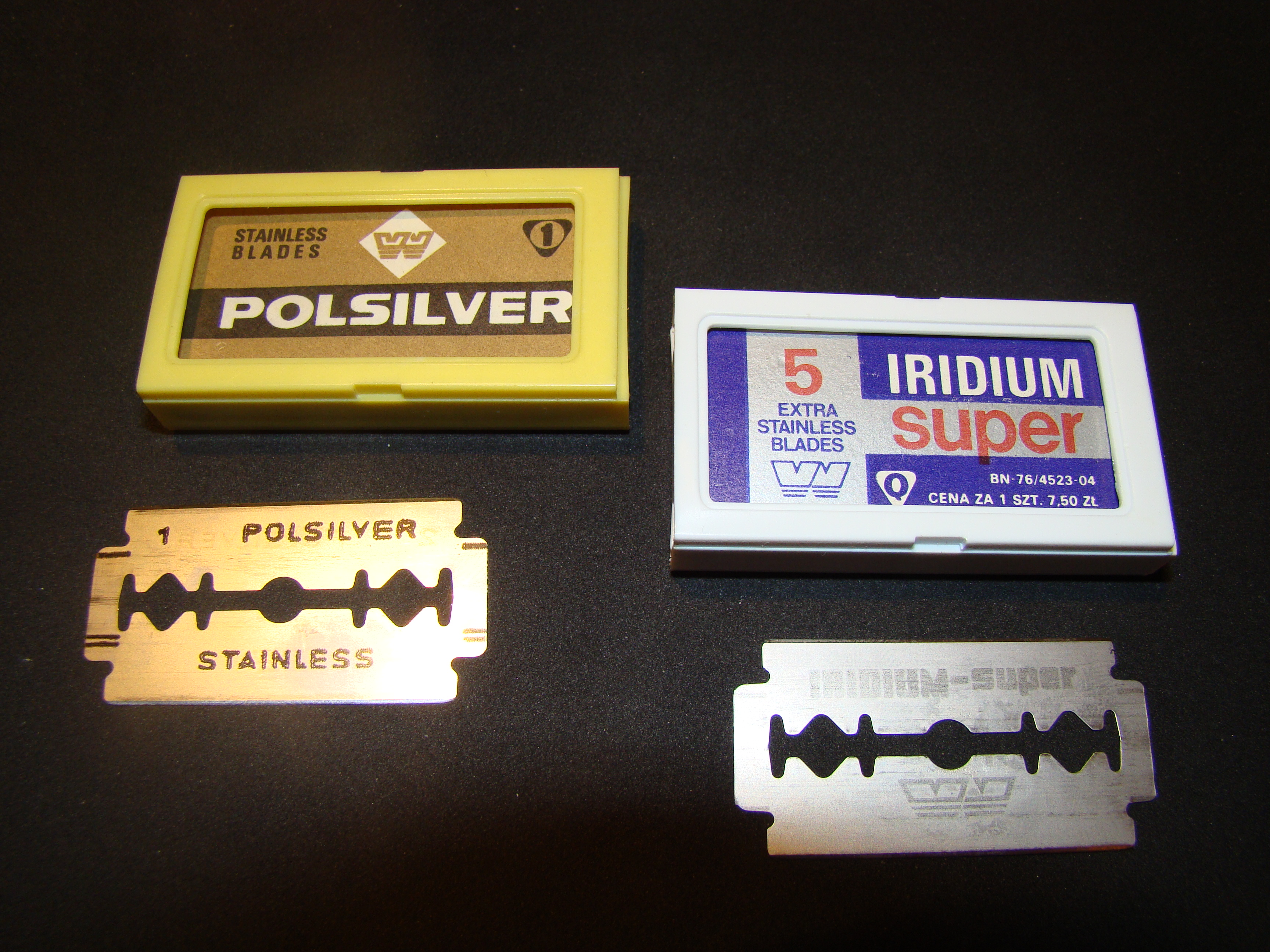
Żyletki firmy Wizamet

Łódzkie Zakłady Wyrobów Metalowych Wizamet – przedsiębiorstwo produkujące żyletki i maszynki do golenia. W 1992 przedsiębiorstwo zostało przejęte przez firmę Gillette.
Główny zakład produkcyjny był zlokalizowany w Łodzi przy ulicy Wodnej 11/13, druga fabryka firmy Wizamet znajdowała się w Zgierzu.

## Historia
Po zaprzestaniu produkcji żyletek Rawa-Lux, zakłady Wizamet zostały jedynym producentem żyletek w Polsce. Produkty z zakładów Wizamet eksportowano do ZSRR oraz do Iraku i Libii. Wizamet w latach 70. XX wieku produkował kołowrotki wędkarskie Kormoran.
W 1992 roku zakłady Wizamet zatrudniające 800 pracowników i będące w bardzo złej sytuacji finansowej zostały sprywatyzowane, 80% akcji wykupił Gillette, a 20% sprzedano pracownikom Wizametu. Pracownicy płacili za akcję połowę ceny, jaką zapłacił Gillette.
Po przejęciu zakładów Wizamet przez firmę Gillette produkcję żyletek przeniesiono do zakładów Petersburg Products International w Petersburgu, których udziałowcem była również firma Gillette. Produkcję żyletek „Super Iridium” zakończono w roku 2010, natomiast produkcję żyletek „Polsilver” nadal kontynuowano. 

## Produkty
- Żyletki do golenia 
  - Polsilver
  - Super Iridium
  - Karat
- Maszynki do golenia "Nieelektryczne aparaty do golenia"
  - Wizamet P-1 Junior
  - Wizamet W-3 Junior
  - Wizamet W-5
  - Wizamet W-6 Senior
  - Wizamet W-10 Elegant
  - Wizamet W-11 Elegant
- Kołowrotki wędkarskie
  - Kormoran 11
  - Kormoran 101